# Киевстонер
Kyivstoner (рус. Киевсто́нер; настоящее имя — Альбе́рт Ви́кторович Васи́льев; укр. Альбе́рт Вікторович Васильєв; род. 31 декабря 1991, Киев) — украинский видеоблогер, киноактёр, рэпер, бывший участник проекта «Грибы».

## Биография
Настоящее имя — Альбе́рт. Псевдоним Kyivstoner можно перевести как «Ки́евский торчок» (от англ. Kyiv — Киев и Stoner — торчок). До девятнадцати лет жил в Киеве, в массиве Радужный.
Во время учёбы начал снимать небольшие юмористические ролики в стиле «vine». Открыл свой канал на YouTube «Бюджетный Гай Ричи», на котором публиковал скетчи и монологи, где сам же отыгрывал все роли. Короткие ролики содержали абсурдные сюжеты, построенные вокруг обыденных для любого жителя города ситуаций, а также изобиловали ненормативной лексикой.
Прожив в США пять с половиной лет, вернулся на Украину и стал частью проекта «Грибы». В составе группы Kyivstoner создавал фирменные скетчи, которые входили в состав клипов и стали одной из «фишек» проекта. Также работал с публикой во время живых выступлений.
Несмотря на огромную популярность «Грибов», ставших одним из главных открытий 2016 года, в феврале 2017 года Kyivstoner покинул группу и объявил о начале сольной карьеры. По словам артиста, основной причиной ухода стало ухудшение атмосферы внутри проекта. Kyivstoner: «Я ушёл из „Грибов“, потому что, когда я подписывался на этот коллектив, у нас были планы творить. Спустя время я понял, что в этом проекте не хотят творить, в этом проекте хотят считать». Новый проект Альберта получил название «Неизвестность». В январе 2017 вышел сольный трек «Я не против», затем ещё один, а в марте вышел дебютный диск «Хайпоголик». Помимо него, в записи альбома принимал участие киевский битмейкер Hustla Beats.
На время крупного киберспортивного турнира The Kiev Major, проходившего в Киеве в апреле 2017 года, Kyivstoner был специальным корреспондентом украинской киберспортивной организации Natus Vincere.
Выпустил три независимых музыкальных альбома «Хайпаголик», «Хайпаголик 2» и «Banger» с которыми активно гастролирует как по Украине, так и за её пределами.
3 февраля 2020 года Kyivstoner выпустил сингл «Я продолжаю». Песня имеет нетипичное для рэпера звучание и тематику. В ней он поет об отношениях на расстоянии. Бит для трека написал Tee Jay.
6 мая 2020 года украинская рэп-исполнительница Alyona Alyona представила совместную работу с Kyivstoner — «Рятувальний круг» (Спасательный круг), в котором артист зачитал на украинском.
8 октября 2020 года вышел клип проекта Gorilla Zippo «Nobody Home», в котором принял участие Киевстонер. По сюжету Альберт, убегая от двух агентов ФБР (их играют его друзья Шлем Грга и Ваня Ювелир), выпрыгивает из окна собственного дома. Также в ролике можно увидеть фирменные танцы Kyivstoner.
10 октября стало известно, что Киевстонер скрывался под маской Мумии в шоу «Маскарад» и выбыл во втором выпуске.
22 января 2021 года выпустил EP «Легкая атлетика». В него вошло 5 треков, записанных в экспериментальном танцевальном звучании.
12 марта 2021 года выпустил фит с Juicy J «ICE».
1 апреля 2021 года в российский прокат вышел фильм «Майор Гром: Чумной доктор», где Альберт сыграл одну из заметных ролей.
5 декабря 2024 года попался в международный скандал на Twitch с русским стримером Arrowwoods в одном матче в Counter-Strike 2 и начал оскорблять русских, не зная, что перед ним стример. 

## Дискография

### Альбомы
- 2017 — «Хайпоголик (при уч. Hustla Beats)»
- 2017 — «Хайпоголик 2 (при уч. Hustla Beats)»
- 2018 — «Banger»
- 2019 — «F. O. B (EP)»
- 2020 — «ЛЮТАЯ ПОПСА»
- 2021 — «Легкая атлетика»
- 2022 — «Outta Pocket»

### Участие
- 2018 — Тройничок — «TURBO» (альбом Sqwoz Bab)
- 2018 — На рассказе — «111111» (альбом Bumble Beezy)
- 2019 — Делай как Я — «Ночь» (альбом Ikonaa)
- 2019 — Trap Camp — «Трипл Малыш» (альбом Instasamk’и)
- 2019 — I Got Da Vibe — «Выход в свет» (альбом Jah Khalib’a)
- 2020 — Спот за спотом — «Дар речи» (альбом Snek’a)
- 2020 — Nobody Home — «Vol 1» (альбом Gorilla Zippo)
- 2020 — Kyivstyle — «Kyivstyle» (альбом Mozgi)
- 2020 — Intro — «BORN TO TRAP» (альбом Kizaru)
- 2020 — На Кортах (сингл OG Buda и 163onmyneck)
- 2021 — Что ты знаешь? — «GROW GUIDE» (альбом 163onmyneck)
- 2021 — Кид Кади — «ONION» (альбом Scally Milano)
- 2021 — Базарузиро (сингл группы ZAPRAVKA)
- 2022 — ШОПЛИФТЕР — «NO OFFENCE» (альбом 163onmyneck)
- 2022 — ДВА — «Really Rich» (альбом Scally Milano)

## Фильмография
| Год  |   | Название                  | Роль                                                           |
| ---- | - | ------------------------- | -------------------------------------------------------------- |
| 2021 | ф | Майор Гром: Чумной доктор | Бустер Игнат, лидер банды футбольных фанатов, информатор Грома |